# トルナブオーニの祭壇画
『トルナブオーニの祭壇画』（トルナブオーニのさいだんが、伊: Pala Tornabuoni、英: Tornabuoni Altarpiece）、または『サンタ・マリア・ノヴェッラ教会高祭壇』（サンタ・マリア・ノヴェッラきょうかいこうさいだん、独: Hochaltar von Santa Maria Novella）は、イタリア初期ルネサンスの画家ドメニコ・ギルランダイオと彼の工房 (15世紀後半のフィレンツェで最大かつ最も成功した工房の1つであった) がポプラ板上にテンペラで描いた絵画である。サンタ・マリア・ノヴェッラ教会の祭壇画としてジョヴァンニ・トルナブオーニ (Giovanni Tornabuoni) により奉献された作品で、1490年ごろ制作が開始され、画家のペストによる死の4年後の1498年ごろ完成した。
1804年に8枚のパネルからなるこの祭壇画は教会から取り払われ、それぞれのパネルは現在いくつかの美術館に別々に所蔵されている。そのうち、祭壇画の表側の中央パネル「栄光の聖母と聖人たち」（えいこうのせいぼとせいじんたち、伊: Madonna in gloria tra santi、英: Madonna in Glory with Saints）はミュンヘンのアルテ・ピナコテークに、裏側の中央パネル「キリストの復活」（キリストのふっかつ、独: Die Auferstehung Christi、英: Resurrection）はベルリン絵画館に所蔵されている。

## 祭壇画の想定復元
マニエリスム期の画家・著述家のジョルジョ・ヴァザーリは、表側には6枚の両翼パネルがあったと記しており、この想定復元とは一致しない。
|  |  |  |  |  |
|  |  |  |  |  |

|  |  |  |

M

## 祭壇画の8枚のパネル

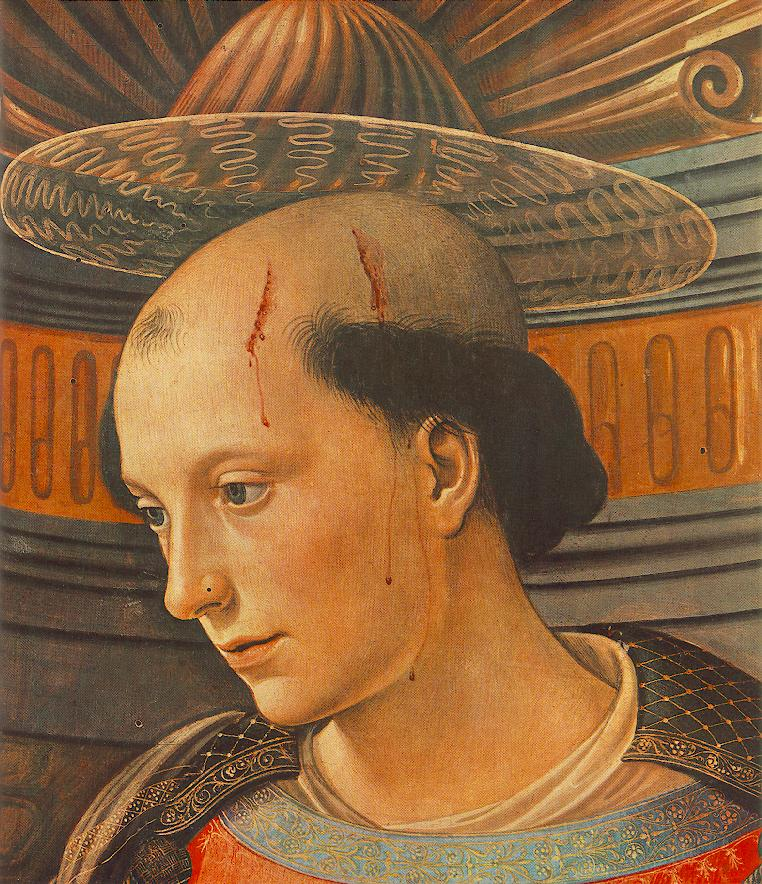
「聖ステファノ」 (部分) 人物像を壁龕に置くことで、「現実と虚構の境界を曖昧にし、生身の人間を模した彫像を模した絵画」となっている。ブダペスト国立西洋美術館

### 推定復元の上段 (祭壇画の表側)
- 「栄光の聖母と聖人たち」 (中央パネル) 、「シエナの聖カタリナ」 (左端) 、「聖ラウレンティウス」 (中央パネルの左側) 、アルテ・ピナコテーク、ミュンヘン
- 「聖ステファノ」 (中央パネルの右側)、 ブダペスト国立西洋美術館
- 「聖ヴィンチェンツォ・フェレール」 (右端) 、旧ボーデ美術館。1945年5月、フリードリヒスハイン高射砲陣地 (Flakturm Friedrichshain) の火災で焼失。

### 推定復元の下段 (祭壇画の裏側)
- 「キリストの復活」 (中央) 、絵画館 (ベルリン)
- 「パドヴァの聖アントニオ」 (左端) 、旧ボーデ美術館。1945年5月、フリードリヒスハイン高射砲陣地の火災で焼失。
- 「殉教者聖ペテロ」 (右端)、マニャーニ・ロッカ財団（英語版）

## アルテ・ピナコテークのパネル
本来の祭壇画は凱旋門のような形の箱の中に収められていた。中央パネルと2枚の翼パネルは、1816年にバイエルン王ルートヴィヒ1世によりフィレンツェのメディチ家から購入され、現在はミュンヘンのアルテ・ピナコテークに所蔵されている。
厳密な線で構成された表側中央パネル「栄光の聖母と聖人たち」は、『黙示録』の女性の姿の聖母マリアを「授乳の聖母」の聖母マリアの姿と組み合わせている。画面左側には、大天使ミカエルが「闘う教会」の争う代表として現れている。聖ドミニクス (ドミニコ) がミカエルの前に跪いているが、彼が登場しているのはサンタ・マリア・ノヴェッラ教会の修道士がドミニコ会に所属していたからである。右側には、フィレンツェの守護聖人であり、祭壇画の寄進者 (ジョヴァンニはイタリア語で「ヨハネ」) の名前に由来する洗礼者ヨハネと彼の右側に跪いている使徒トマス (または福音記者ヨハネ) がおり、トマスは無原罪の聖母マリアの登場を目撃している。
中央パネルの両翼には、「シエナの聖カタリナ」と「聖ラウレンティウス」を描いたパネルがある。

## ベルリン絵画館のパネル

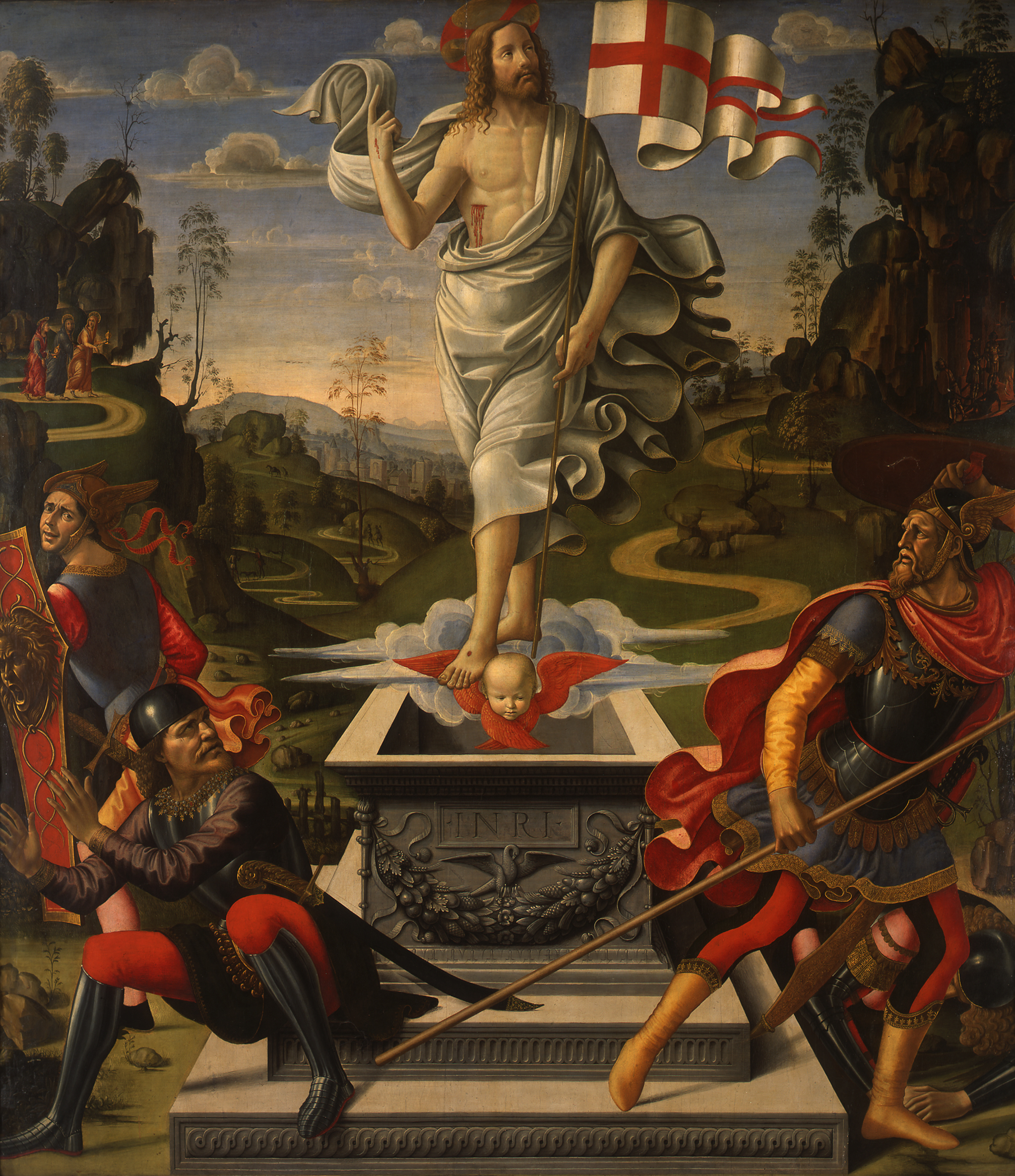
「キリストの復活」 (縦222センチ、横205センチ) 絵画館 (ベルリン)

ベルリン絵画館には『トルナブオーニの祭壇画』に由来する3枚のパネルが1821年に取得され、所蔵されていたが、そのうち2枚の翼パネルの「聖ヴィンチェンツォ・フェレール」とパドヴァの聖アントニオ」は、1945年5月、フリードリヒスハイン高射砲陣地 (Flakturm Friedrichshain) の火災で焼失したと思われる。
現存しているのは、祭壇画の裏側にあったため司祭にしか見ることのできなかった「キリストの復活」である。墓から出てきたイエス・キリストが表されており、墓を見守っていた4人の古代ローマの兵士が非常に驚いている。ギルランダイオは『聖書』の記述から離れて、自由にこの場面を描いている。「マタイによる福音書」(28章)、「マルコによる福音書」(16章)、「ルカによる福音書」(24章)、「ヨハネによる福音書」(20章・21章) に記されている「キリストの復活」によれば、キリストの墓は洞窟にあるが、ギルランダイオは墓を屋外に置いている。また、墓に記されている「I.N.R.I.」 (ナザレの王イエス・キリスト) という文字も本来は十字架に記されるものであり、墓にはずっと後にキリストの象徴となったペリカンも本来記されない。画家にとって重要であったのは、場面の劇的性質を強調することであった。キリストは舞台裏の何らかの機械で空中に引き上げられているように見え、兵士たちは驚愕と恐怖を大袈裟に演じている。
ギルランダイオは45歳でペストにより死亡し、祭壇画を完成させることができなかった。どの部分をギルランダイオが、またどの部分を工房の弟子が制作したかは議論の的となっている。ヴァザーリによれば、「キリストの復活」はギルランダイオの兄弟たちのダヴィデとベネデットにより仕上げられた。また、研究者たちは作品の風景の部分は「偽のグラナッチ」として知られる別の画家によるものだと合意している。このような弟子の介入があるとしても、「キリストの復活」はギルランダイオの最後の傑作の1つである。